# Weinberg und Giebel bei Elm und Herolz
Weinberg und Giebel bei Elm und Herolz este o arie protejată (arie specială de conservare — SAC, sit de importanță comunitară — SCI) din Germania întinsă pe o suprafață de 31,36 ha, integral pe uscat.

## Localizare
Centrul sitului Weinberg und Giebel bei Elm und Herolz este situat la coordonatele 50°21′46″N 9°32′52″E / 50.3628°N 9.5478°E.

## Înființare
Situl Weinberg und Giebel bei Elm und Herolz a fost declarat sit de importanță comunitară în noiembrie 2004 pentru a proteja un număr necunoscut de specii din flora spontană și fauna sălbatică aflate în arealul zonei. Situl a fost protejat și ca arie specială de conservare în martie 2008.

## Biodiversitate
Situată în ecoregiunea continentală, aria protejată conține 4 habitate naturale: Pajiști carstice calcaroase sau bazofile, de Alysso-Sedion albi, Pajiști uscate seminaturale și facies de acoperire cu tufișuri pe substraturi calcaroase (Festuco-Brometalia) (* situri importante pentru orhidee), Fânețe de joasă altitudine (Alopecurus pratensis, Sanguisorba officinalis), Păduri de fag Asperulo-Fagetum.
La baza desemnării sitului se află un număr nedeclarat de specii protejate.